# 5 års-dagen
"5 års-dagen" er det 1. afsnit i den danske sitcomserie Klovn med Casper Christensen og Frank Hvam. Serien blander fantasi og virkelighed, da de fleste af skuespillerne spiller roller med deres egne navne. Afsnittet blev skrevet af Casper Christensen og instrueret af Mikkel Nørgaard og havde premiere på TV2 Zulu den 7. februar 2005.

## Handling
Frank har glemt Mia og hans 5 års-dag og har i stedet planlagt at tage til et monstertruck-stævne sammen med Casper. Uheldigvis bliver Iben Hjejles mormor dødssyg, og det skaber problemer for Frank og Casper. Caspers ven John Zoffman får en alvorlig rygskade der brænder helt ned i "røven", Frank rager uklar med en fotografs kørestol, og et lille uerstatteligt skrin med Iben Hjejles barndomsbilleder forsvinder. Alt sammen er naturligvis Franks skyld.

## Hovedskuespillere
- Casper Christensen som Casper
- Iben Hjejle som Iben
- Frank Hvam som Frank
- Mia Lyhne som Mia

## Gæsteoptrædener
- Dya Josefine Hauch som Susan
- Per Scheel-Krüger som Fotograf
- Dan Nielsen som Lossepladschef
- John Zoffmann som John

## Kontiniutetsfejl
Frank og Casper sidder og snakker på en café. Frank spørger en servitrice om en kop kaffe, fordi han har fået serveret kaffe i et glas, som han er en smule utilfreds med. Under samtalen mellem Frank og Casper, er hele glasset fyldt kaffe i det første shot. I det næste shot er det kun halvdelen af glasset, der er fyldt. I det efterfølgende shot, er hele glasset fyldt igen. Nogle få sekunder senere – stadigvæk under samtalen – er glasset pludselig udskiftet med en kop kaffe uden servitricen står der.